# Ludwig I. (Anjou)

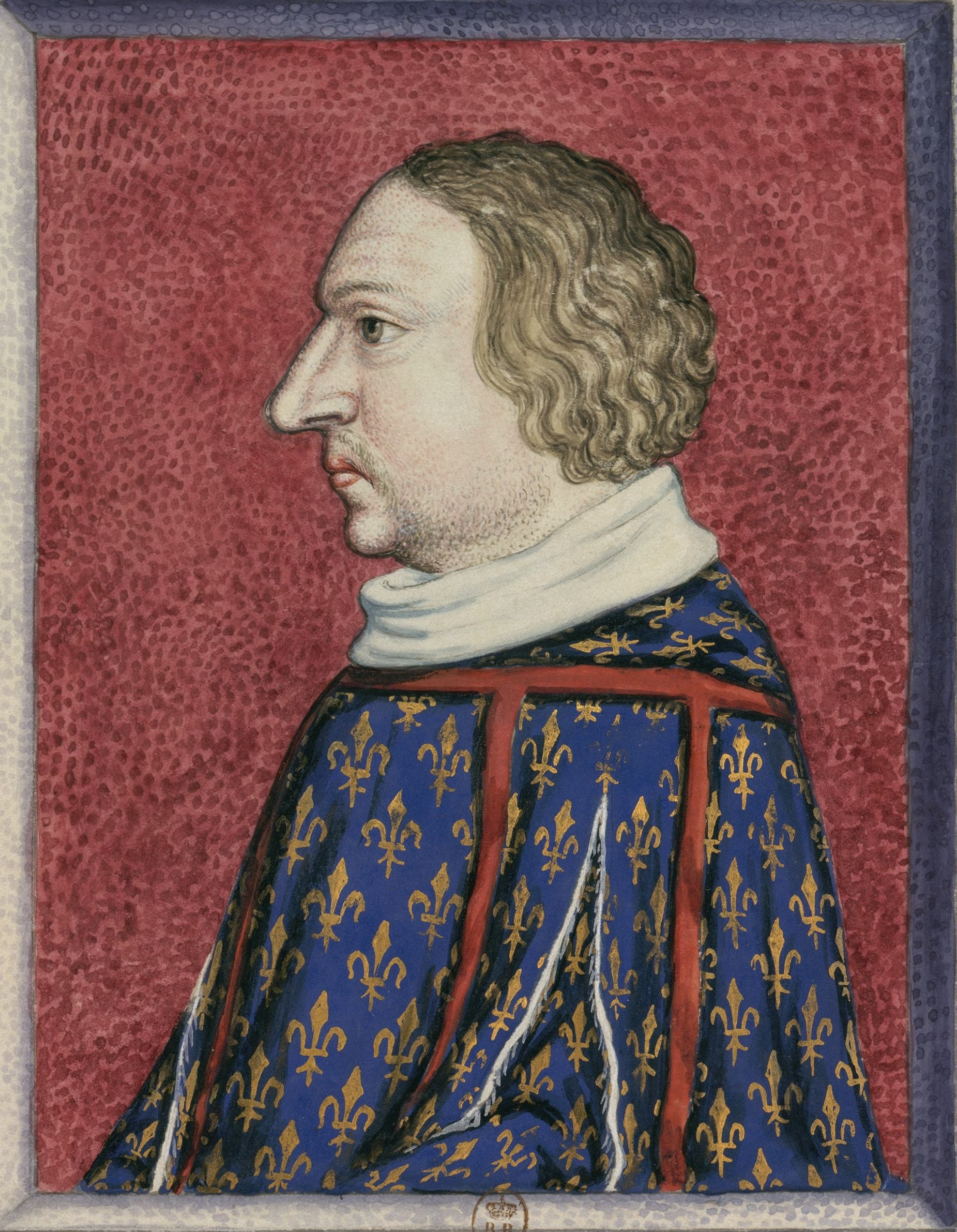
Ludwig von Anjou

Ludwigs ursprüngliches Wappen als Herzog von Anjou entsprach dem Wappen seines Vorfahren, Prinz Karl von Valois. Nachdem sein Bruder, König Karl V., die Anzahl der Lilien im königlichen Wappen auf drei begrenzt hatte, änderte Ludwig dementsprechend sein Wappen (siehe unten). Nach seiner Adoption 1382 erweiterte er sein Wappen um das des älteren Hauses Anjou.

Ludwig von Anjou (* 23. Juli 1339; † 20. September 1384 in Bisceglie bei Bari) war ein nicht anerkannter König von Neapel aus dem jüngeren Haus Anjou.

## Leben
Ludwig war der zweite Sohn des Königs Johann II. von Frankreich und seiner Frau Bonne von Luxemburg (auch Guta von Luxemburg oder Böhmen genannt), einer Tochter des böhmischen Königs Johann von Luxemburg, des Vaters des späteren Kaisers Karl IV. Er war Graf und Herzog von Anjou, Graf von Maine, Herzog von Touraine, König von Neapel und Jerusalem, Graf von Provence und Forcalquier.
Ludwig kämpfte 1356 in der Schlacht bei Maupertuis unter dem Kommando seines Bruders Karl V., des Dauphin. Mitten in der Schlacht floh die ganze Gruppe und entgingen so der Gefangennahme durch die Engländer. König Johann II. und Ludwigs jüngerer Bruder Philipp II. dagegen wurden von Edward, dem „Schwarzen Prinzen“, gefangen genommen. Am 8. Mai 1360 kam es zum Friedensvertrag von Brétigny zwischen Frankreich und England. Der Vertrag bestimmte, dass Johann II. gegen Lösegeld freigelassen werden sollte. Als Garantie für die Zahlung des Lösegeldes sollten 40 adlige Geiseln gestellt werden. Ludwig, der schon Herzog von Anjou war, war in dieser Gruppe und segelte im Oktober 1360 nach England. Frankreich war aber in schlechten wirtschaftlichen Lage und weitere Zahlungen wurden aufgeschoben. So dauerte Ludwigs englische Haft viel länger als die erwarteten sechs Monate. Er bemühte sich, seine Freiheit in einer privaten Verhandlung mit Eduard III. von England auszuhandeln und, als dies scheiterte, entschied er zu fliehen. Nach Frankreich zurückgekehrt, warf ihm sein Vater sein unritterliches Verhalten vor. Johann II. fühlte sich entehrt; seine Lösegeldzahlungen, die im Rückstand waren, zwangen ihn nach England in die Gefangenschaft zurückzukehren, um seine Ehre wiederzugewinnen.
Von 1380 bis 1382 war Ludwig mit seinen Brüdern Johann von Berry und Philipp von Burgund in der Regierung der Herzöge Regent für seinen Neffen, König Karl VI. von Frankreich; er verließ aber Frankreich, um nach dem Tod der Königin Johanna I. den Thron Neapels zu beanspruchen. Da sie kinderlos war und nicht wünschte, ihr Erbe der nahen Verwandtschaft zu überlassen, adoptierte sie ihn. Während Ludwig von Anjou es geschafft hatte, ihr nach ihrer Ermordung (1382) durch Karl II. von Durazzo (ihr Cousin zweiten Grades) als Graf von Provence und Forcalquier zu folgen, gelang es ihm nicht, das an Karl verlorene Königreich Neapel wiederzugewinnen.
Papst Clemens VII., der in Avignon residierte, exkommunizierte daraufhin Karl von Durazzo und krönte Ludwig von Anjou zum neuen König von Neapel und Sizilien. Ludwig marschierte mit 15.000 Mann über Avignon und die Lombardei nach Süden, ein Teilheer verblieb in der Toskana, um die feindlich gesinnte Republik Florenz in Schach zu halten. Der Hauptteil der französischen Truppen unter Amadeus von Savoyen, dem „Grünen Grafen“ erreichte Neapel im Herbst 1382. Im Februar 1383 verbreitete sich in den Bergen über Neapel eine Epidemie im Heere Anjous, an welcher auch der Graf von Savoyen am 1. März verstarb. Ludwig ging zudem das Geld aus, vom Hinterland war er durch Söldnertruppen unter Sir John Hawkwood in Apulien abgeschnitten, sein hungerndes Heer wurde notdürftig zur See versorgt, begann sich aber aufzulösen.
Ludwig erlag der Epidemie 1384 in seinem Hauptquartier in Bari, vorher ernannte er Sire Enguerrand von Coucy zu seinem Vizekönig in Italien. Den Thronanspruch vererbte er seinem Sohn Ludwig II.

## Nachkommen
1360 heiratete Ludwig Marie von Châtillon-Blois († 1404). Sie hatten die folgenden Kinder:
1. Marie (* 1370; † nach 1383)
2. Ludwig II. von Anjou (* 1377; † 1417)
3. Karl (* 1380; † 1404 in Angers), Fürst von Tarent, Graf von Roucy, Étampes und Gien